# Herbert Fischer (General)
Herbert Fischer (* 12. Oktober 1882 in Stuttgart; † 23. Oktober 1939 in Berlin-Wilmersdorf) war ein deutscher General der Infanterie im Heer der Wehrmacht.

## Werdegang
Fischer trat am 22. März 1901 als Leutnant in das Grenadier-Regiment „Königin Olga“ (1. Württembergisches) Nr. 119 der Württembergischen Armee in seiner Heimatstadt ein. Vom 1. Februar 1909 bis 30. September 1912 fungierte er als Adjutant des I. Bataillons, wurde zwischenzeitlich am 16. Juni 1910 Oberleutnant und stieg anschließend zum Regimentsadjutant auf.
Mit Beginn des Ersten Weltkriegs wurde Fischer ab 3. August 1914 zur Deutschen Militärmissionen in das Osmanische Reich beordert und Anfang Oktober 1914 zum Hauptmann befördert. Den gesamten Krieg hinweg versah er seinen Dienst in der Osmanischen Armee. Für seine Tätigkeit erhielt er neben beiden Klassen des Eisernen Kreuzes und des Friedrich-August-Kreuzes, das Ritterkreuz des Württembergischen Militärverdienstordens, das Ritterkreuz I. Klasse des Friedrichs-Ordens und des Albrechts-Orden mit Schwertern, das Braunschweiger Kriegsverdienstkreuz II. Klasse und das Hanseatenkreuz Lübeck. Die verbündeten Österreicher ehrten ihn mit dem Militärverdienstkreuz III. Klasse mit der Kriegsdekoration. Aus dem Osmanischen Reich erhielt Fischer die Silberne Imtiaz-Medaille, den Mecidiye-Orden III. Klasse und die Silberne Liakat-Medaille mit Säbeln sowie den Eisernen Halbmond.
Nach Kriegsende und Rückkehr in die Heimat wurde Fischer vom 20. Februar bis 24. November 1919 zunächst zu den Offizieren der Armee überführt und in die Reichswehr übernommen. Hier diente er zunächst im Reichswehrministerium in Berlin und war ab 1. Oktober 1920 für ein Jahr als Adjutant dem Chef der Heeresleitung Hans von Seeckt unmittelbar unterstellt. Anschließend übernahm Fischer bis zum 1. Januar 1924 als Chef die 2. Kompanie des 6. Infanterie-Regiments in Lübeck. Es folgte dann seine Rückversetzung in das Reichswehrministerium, wo er die kommenden Jahre im Truppenamt (TA) tätig war. Zwischenzeitlich am 1. Februar 1924 zum Major befördert, wechselte Fischer am 1. Februar 1928 wieder in den Truppendienst, wurde in Braunschweig Kommandeur des I. Bataillons des 17. Infanterie-Regiments und rückte am 1. Oktober 1929 zum Oberstleutnant auf. Dieses Kommando gab Fischer am 30. März 1930 ab und rückte dann in den Regimentsstab auf. Am 1. November 1930 kehrte Fischer abermals in das Reichswehrministerium zurück, wurde dort zum Leiter der Abteilung Fremde Heere (T 3) im Truppenamt ernannt und am 1. April 1931 zum Oberst befördert. Diesen Posten gab er am 31. März 1933 ab und fungierte danach als Militärattaché in Budapest mit Dienstsitz in Rom. In dieser Eigenschaft erfolgte zum 1. April 1934 seine Beförderung zum Generalmajor und am 1. Dezember 1935 zum Generalleutnant.
Nach der Umwandlung der Reichswehr zur Wehrmacht wurde Fischer von seinem Posten in Rom abberufen und am 6. Oktober 1936 Kommandeur der 31. Infanterie-Division. Ein halbes Jahr später wurde er von diesem Kommando entbunden und zur Verfügung des Oberbefehlshabers des Heeres gestellt. Unter Verleihung des Charakters als General der Infanterie wurde Fischer am 31. Oktober 1937 offiziell in den Ruhestand verabschiedet. Sein eigentlich, streng getarnter Einsatz war innerhalb der Einsatzgruppen der Legion Condor. Sein spezielles Aufgabengebiet bestand hier in der Leitung der Abwehrgruppe innerhalb der „Kampfgruppe 88“ zur nachrichtendienstlichen Absicherung des Einsatzes der deutschen Kampfgeschwader zur Niederschlagung der spanischen Republik.
Er starb kurz nach Beginn des Zweiten Weltkrieges.